# جون سبيد
جون سبيد (بالإنجليزية: John Speed)‏ (1552 - 28 يوليو 1629) هو عالم خرائط ومؤرخ إنجليزي ولد في فرندن واشتهر بكونه أفضل رسام للخرائط في فترة ستيوارت.